# برنامه جک بنی
برنامه جک بنی (به انگلیسی: The Jack Benny Program) یک مجموعهٔ کمدی با بازیگری جک بنی بود که از رادیو و تلویزیون پخش می‌شد.